# Catasetum discolor
Catasetum discolor är en orkidéart som först beskrevs av John Lindley, och fick sitt nu gällande namn av John Lindley. Catasetum discolor ingår i släktet Catasetum och familjen orkidéer. Inga underarter finns listade i Catalogue of Life.

## Bildgalleri

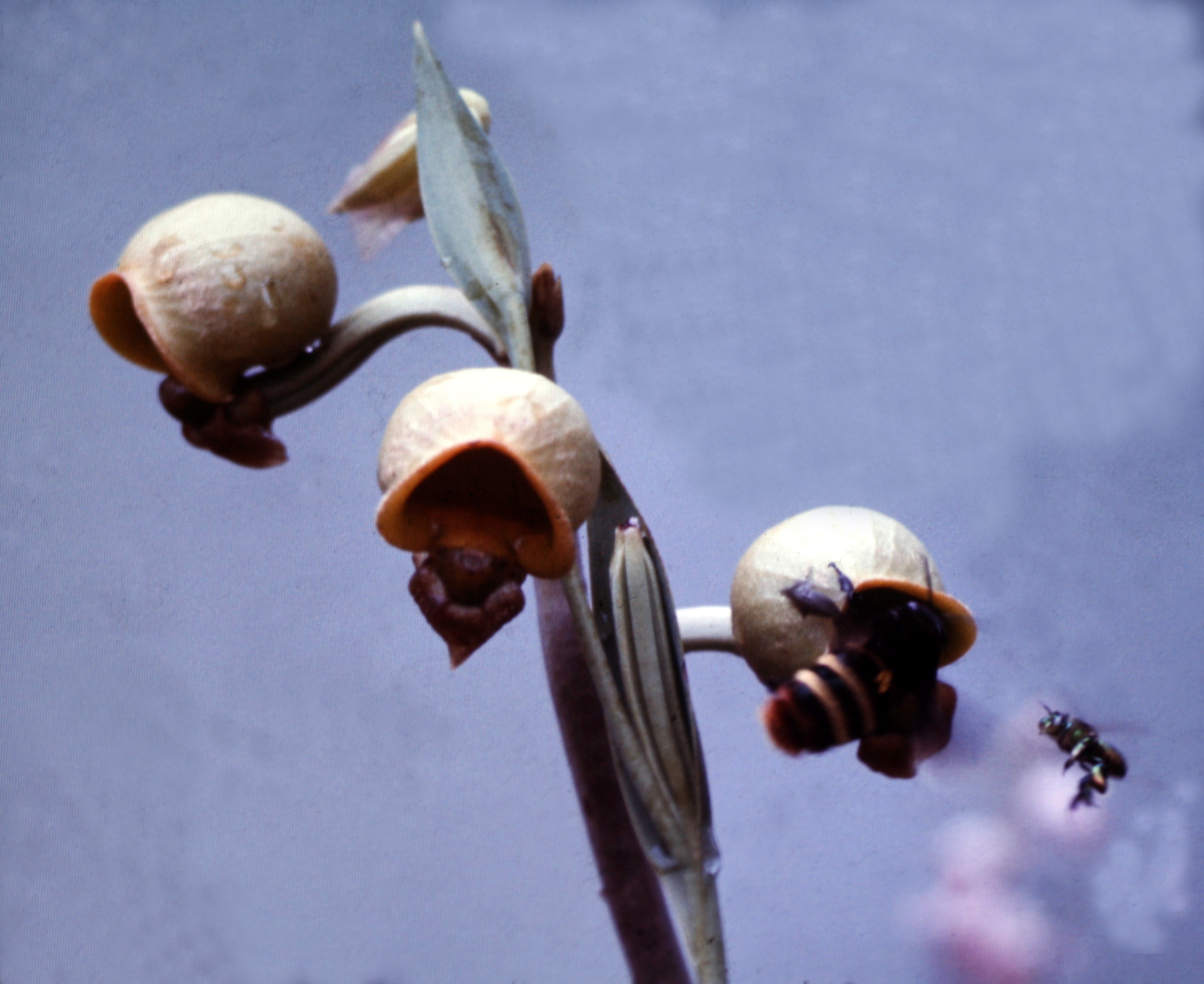
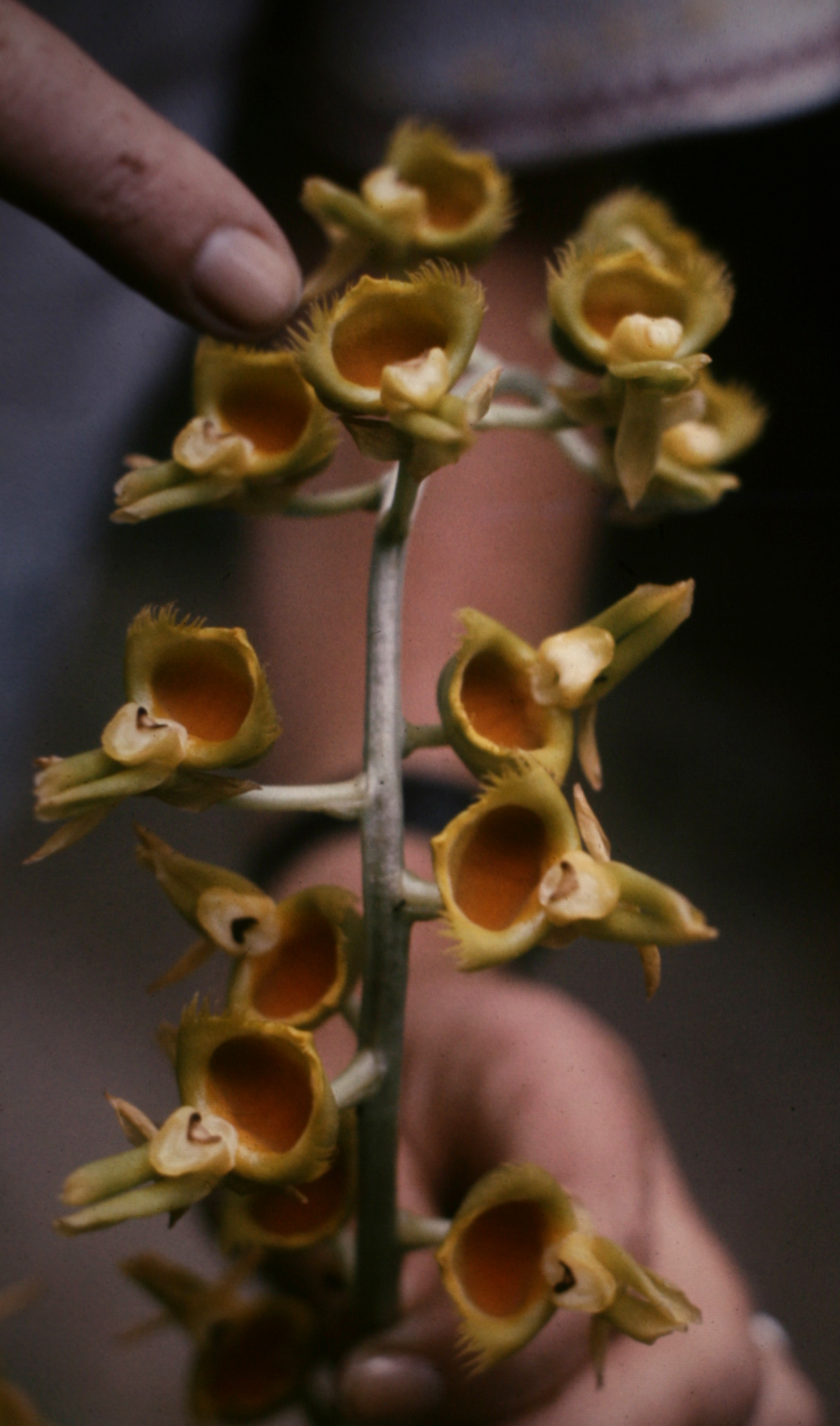
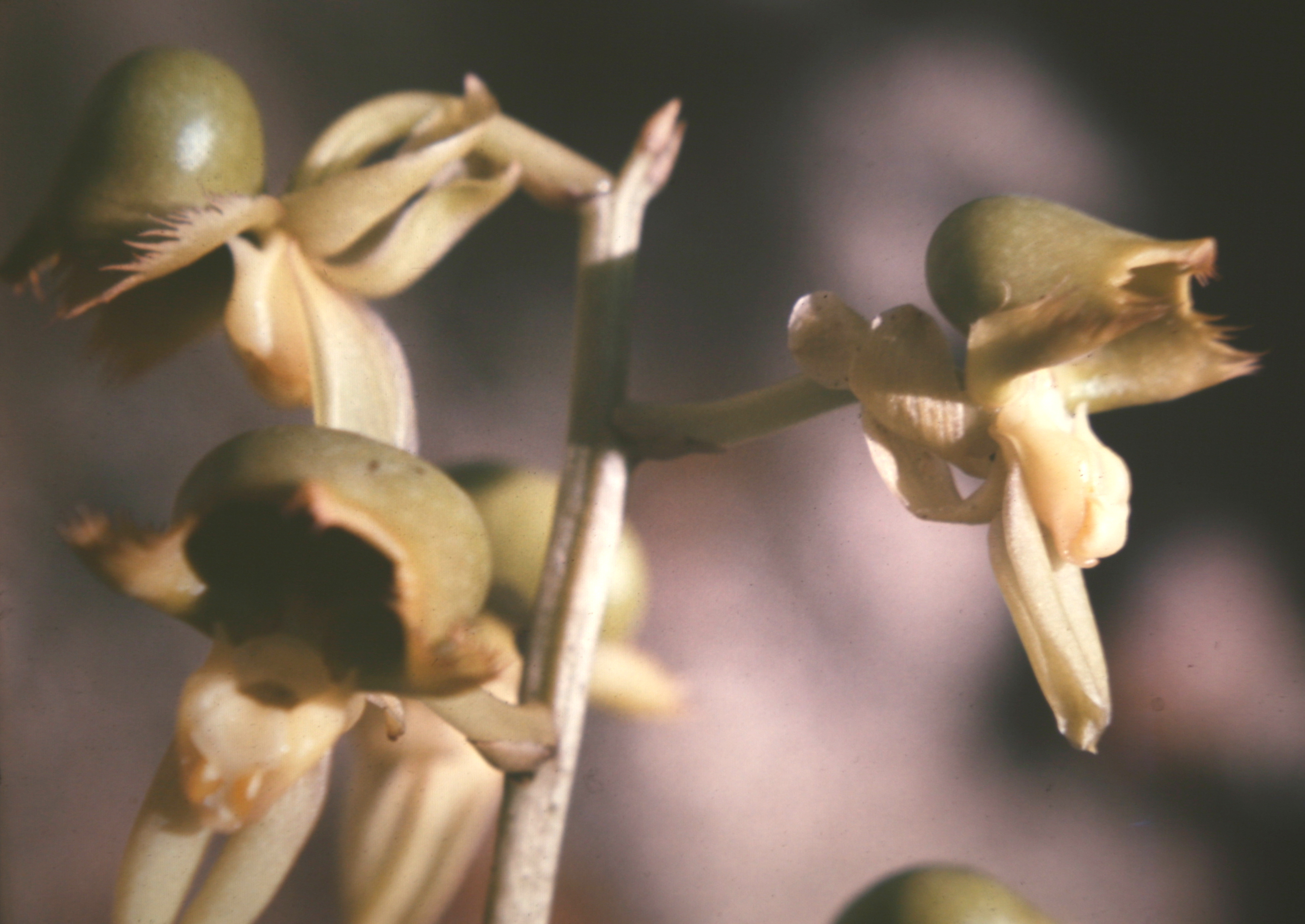
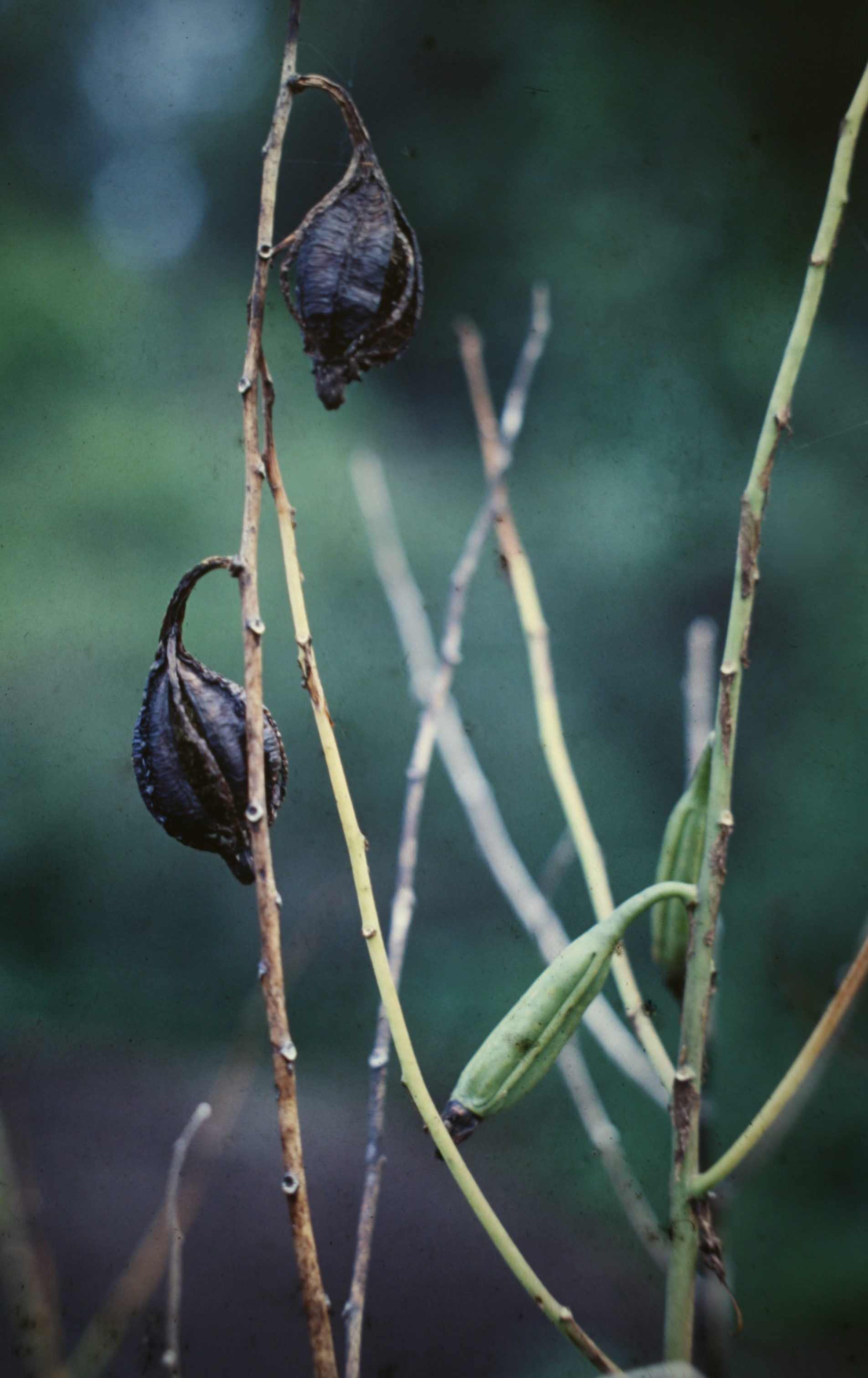
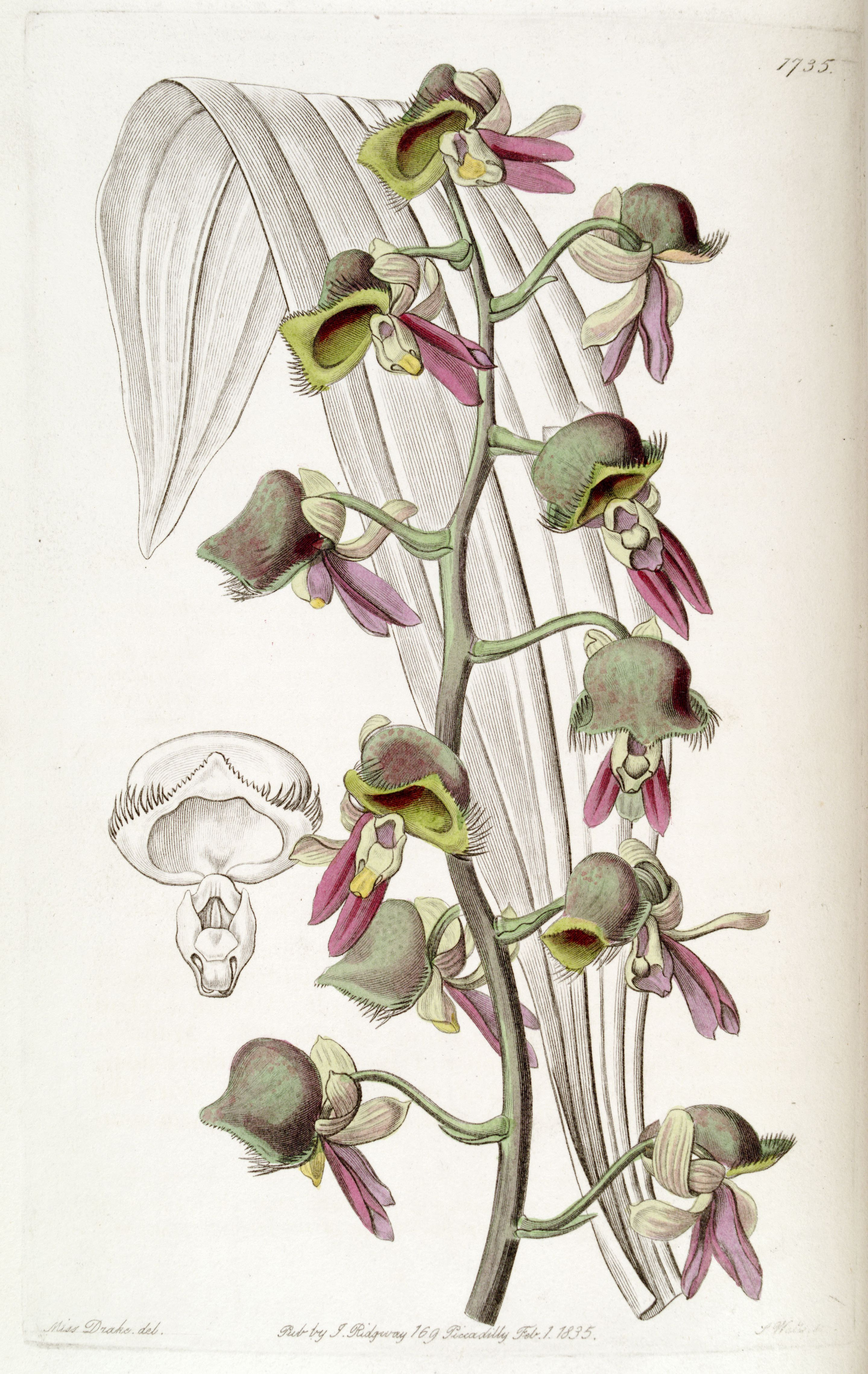
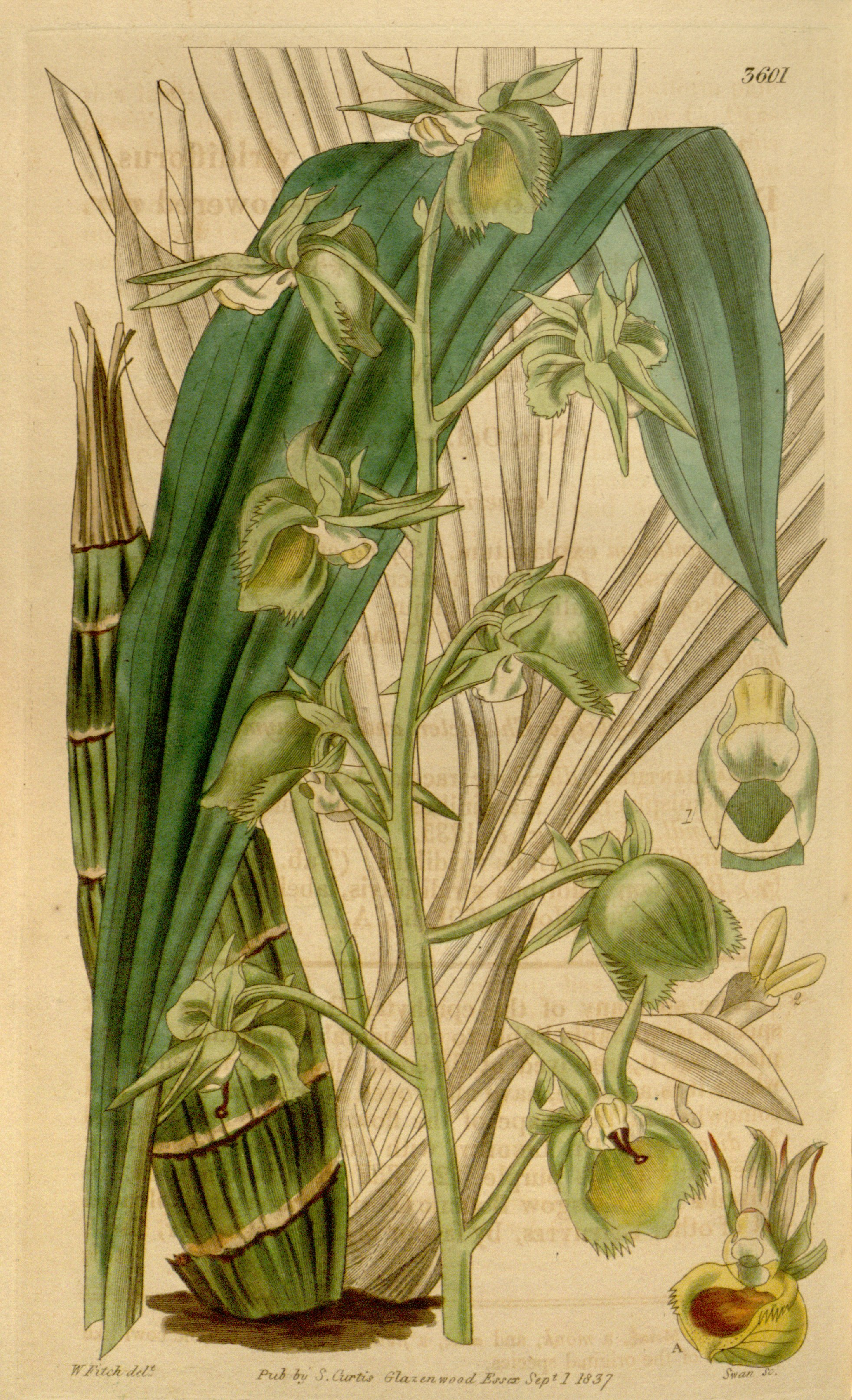